# Wilhelm Schmehl
Wilhelm Schmehl (* 6. Februar 1892 in Burg (Landkreis Wetzlar); † 29. Oktober 1962 in Harrisleefeld) war ein deutscher Politiker (SPD) sowie Aktiver im Widerstand gegen den Nationalsozialismus.

## Leben
Schmehl, Sohn des Formers Christian Schmehl, besuchte die Volksschule in Wertheim am Main und erlernte den Beruf des Vaters. 1909 trat Schmehl in die SPD ein. 1911 wurde er zur aktiven Dienstleistung in die Marine eingezogen. Er verbrachte den Ersten Weltkrieg an Bord von Kriegsschiffen, im letzten Kriegsjahr war er dabei Feldgrauer. Nachdem er 1919 entlassen worden war, war er Geselle und Werkmeister. In der Zeit des Nationalsozialismus schleusten Schmehl und seine Harrisleer Genossen sozialdemokratische Flüchtlinge über die Grenze nach Dänemark. Dreimal wurde Schmehl von der Gestapo verhaftet und saß hinterher eineinhalb Jahre in strenger Einzelhaft wegen Vorbereitung zum Hochverrat.
Nach der Neugründung der SPD wurde er erster Kreisvorsitzender im Kreis Flensburg, stellvertretender Landrat und Bürgermeister. 1948 wurde er zunächst zum ehrenamtlichen Bürgermeister von Harrislee. Am 3. Mai 1948 rückte er in den Landtag von Schleswig-Holstein nach, dem er bis 1950 angehörte. Ferner war Schmehl Mitglied der ersten Bundesversammlung (12. September 1949). Am 1. Juni 1950 wurde er Bürgermeister der Gemeinde Harrislee. Das Amt des Bürgermeisters übte er bis 1958 aus.